# عمارة استجابية
العمارة الاستجابية هي مجال متطور من البحوث والخبرة المعمارية. الهياكل المعمارية الاستجابية هي تلك التي تقيس الظروف البيئية الفعلية (عبر أجهزة الاستشعار) لتمكين المباني من تكييف شكلها أو لونها أو صفتها بشكل استجابي (عبر المحركات).
تهدف المباني الاستجابية إلى تحسين وتوسيع اختصاص العمارة من خلال تحسين أداء الطاقة في المباني باستخدام التقنيات الاستجابية (أجهزة الاستشعار/ أنظمة التحكم/ المحركات)، وإنتاج مباني تعكس الظروف التكنولوجية والثقافية في عصرنا.
تميز الهياكل المعمارية الاستجابية نفسها عن الأشكال الأخرى للتصميم التفاعلي من خلال دمج التقنيات الذكية والاستجابية في العناصر الأساسية لنسيج المبنى. على سبيل المثال: يمتلك المعماريون القدرة على ربط شكل المبنى ببيئته مباشرة، من خلال دمج التقنيات الاستجابية في الأنظمة الإنشائية لهذه المباني. يتيح هذا للمعماريين إعادة النظر في الطريقة التي يصممون فيها الفراغ وينشئونه أثناء سعيهم لتطوير النظام بدلًا من تطبيق خليط من التقنيات الذكية على الرؤية الحالية «للبناء».

## لمحة تاريخية
التعريف الشائع للعمارة الاستجابية كما وصفه العديد من المؤلفين، هو فئة من العمارة أو الأبنية التي تُبدي قدرة على تغيير شكلها ليعكس باستمرار الظروف البيئية المحيطة به.
قدم نيكولاس نيغروبونتي مصطلح العمارة الاستجابية، الذي وُضع لأول مرة خلال أواخر الستينيات من القرن العشرين، عندما اكتُشفت مشاكل التصميم الفراغي عند تطبيق علم التحكم الآلي على العمارة. يقترح نيغروبونتي أن العمارة الاستجابية هي نتاج طبيعي لدمج قوة الحوسبة في الفراغات والهياكل المبنية، وأن المباني ذات الأداء الأفضل والأكثر عقلانية هي النتيجة. يوسع نيغروبونتي هذا المزيج ليشمل مفاهيم التقدير والهدف والتنوع السياقي والمعنى ضمن الحوسبة واندماجها الناجح (واسع الانتشار) في العمارة. استمر هذا الإخصاب المتبادل للأفكار لمدة 8 سنوات، ونتجت العديد من النظريات المهمة عن هذه الجهود، لكن مساهمات نيكولاس نيغروبونتي هي الأكثر وضوحًا اليوم في العمارة، فقد نقل عمله مجال العمارة إلى اتجاه تقني ووظيفي وعملي.
ظهرت أعمال جديدة للعمارة الاستجابية منذ مساهمة نيغروبونتي، ولكن كإبداعات جمالية –بدلًا من كونها إبداعات وظيفية-.  يمكن تصنيف أعمال ديلر وسكوفيديو (مبنى الضباب) ودي إي سي أو آي (إيجيس هيبوسورفيس) ونوكس (معرض المياه العذبة، هولندا)، على أنها أنماط من العمارة الاستجابية. يراقب كل عمل من هذه الأعمال التقلبات في البيئة ويغير شكله استجابة لهذه التغييرات. يعتمد مشروع الضباب الذي صممه ديلر وسكوفيديو على الخصائص الاستجابية للسحابة التي تغير شكلها أثناء هبوب الرياح. تكمن الاستجابة في عمل دي إي سي أو آي، من خلال واجهة قابلة للبرمجة، وأخيرًا في عمل نوكس نجد تصميم داخلي سمعي وبصري قابل للبرمجة.
تعتمد كل من هذه الأعمال على قدرة أجهزة الكومبيوتر على حساب النماذج الرقمية القابلة للبرمجة وضمها بشكل مستمر إلى العالم الواقعي والأحداث التي تشكله.
يمكن أخيرًا العثور على سرد لتطور استخدام النظم الاستجابية وتاريخها فيما يتعلق بالنظرية المعمارية الحديثة في الخطاب الافتتاحي الرئيسي الأخير (أكاديا 2009) بعنوان «أفكار الجيل إكس»، وهو يتكهن حول صعود القياس المستمر في العمارة».

## العمل الحالي

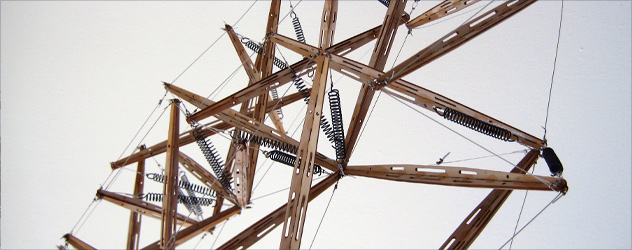
نموذج الانضغاطي المفعَّل

في حين أُنفق قدر كبير من الوقت والجهد على المنازل الذكية في السنوات الأخيرة، فقد جرى التركيز هنا بشكل أساسي على تطوير أنظمة وإلكترونيات محوسبة لتكييف الجزء الداخلي من المبنى أو غرفه مع احتياجات السكان. كان للبحث في مجال العمارة الاستجابية علاقة أكبر مع هيكل المبنى نفسه، وقدرته على التكيف مع الظروف الجوية المتغيرة ومراعاة الضوء والحرارة والبرودة. يمكن تحقيق ذلك نظريًا من خلال تصميم هياكل تتكون من قضبان وأوتار من شأنها أن تنحني استجابة للرياح، وتوزع الحمل بنفس مبدأ عمل الشجرة. بالمثل، ستستجيب النوافذ للضوء لتوفر أفضل ظروف الإضاءة والتدفئة داخل المبنى.
يعتمد هذا الخط من البحث المعروف باسم التشغيل بالشدادات، على التغيرات في المنشآت التي تتحكم بها المحركات والتي تعمل بدورها من خلال مترجمات محوسبة لظروف العالم الحقيقي.
يمكن اعتبار قشور المباني المتكيفة مع المناخ (سي بي إيه إس) مجالًا فرعيًا من العمارة الاستجابية، مع التركيز بشكل خاص على السمات الديناميكية في الواجهات والأسقف. يمكن لهذا الفرع تغيير بعض من وظائفه أو ميزاته أو سلوكه بشكل متكرر وعكسي بمرور الوقت، استجابة لمتطلبات الأداء المتغيرة وظروف الحدود المتغيرة بهدف تحسين الأداء العام للمبنى.

## بعض المساهمين الرئيسيين
يعمل تريستان ديستري ستيرك من مكتب العمارة الاستجابية وكلية معهد شيكاغو للفنون وروبرت سكيلتون من جامعة كاليفورنيا في سان دييغو، معًا على التشغيل بالشدادات ويختبرون القضبان التي يجري التحكم فيها بالهواء، والأسلاك التي تغير شكل المبنى استجابة لأجهزة الاستشعار خارج وداخل المنشأة، هادفين إلى الحد من تأثير المباني على البيئات الطبيعية وتقليله.
تعمل مجموعة التصميم الحركي في معهد ماساتشوستس للتكنولوجيا على تطوير مفهوم الأنظمة الحركية الذكية التي تُعرف على أنها «فراغات وعناصر معمارية يمكنها إعادة تشكيل نفسها فعليًا لتلبية الاحتياجات المتغيرة». تعتمد هذه المجموعة على الهندسة الإنشائية والحوسبة المدمجة والعمارة القابلة للتكيف، والهدف هو إثبات أنه يمكن جعل استخدام الطاقة والجودة البيئية للمباني أكثر كفاءة وبأسعار معقولة من خلال الاستفادة من مزيج هذه التقنيات.
يجري دانيال غرونكرانز من جامعة الفنون التطبيقية في فيينا، حاليًا بحث الدكتوراه في مجال علم الظواهر من ناحية تطبيقها على العمارة والتقنيات الاستجابية.